# Opole Lubelskie
Pour les articles homonymes, voir Opole Lubelskie (homonymie).
Opole Lubelskie (prononciation [ɔˈpɔlɛ luˈbɛlskʲɛ])  est une ville dans la voïvodie de Lublin, dans le powiat d'Opole Lubelskie, située dans l'est de la Pologne.
Elle est le siège administratif (chef-lieu) de la gmina d'Opole Lubelskie et du powiat d'Opole Lubelskie.
Sa population s'élevait à 8 739 habitants en 2009 repartie sur une superficie de 15,12 km².

## Histoire
Opole Lubelskie obtient le statut de ville en 1418.
De 1975 à 1998, la ville est attachée administrativement à l'ancienne voïvodie de Lublin.

Depuis 1999, elle fait partie de la nouvelle voïvodie de Lublin.

## Jumelages
La ville d'Opole Lubelskie est jumelée avec :
- Mikóháza (Hongrie) depuis 2004
- Hamme (Belgique) depuis 2008
- Sokal (Ukraine) depuis 2007
- Racalmuto (Italie) depuis 2016